# یواس‌اس فلوریدا (۱۸۵۰)
یواس‌اس فلوریدا (۱۸۵۰) (به انگلیسی: USS Florida (1850)) یک کشتی بود که طول آن ۲۱۴ فوت (۶۵ متر) بود.